# Дэвис, Артур Уильям (художник)
Артур Уильям Дэвис (англ. Arthur William Devis; 10 августа 1762, Лондон — 11 февраля 1822[…], Лондон) — британский художник-портретист.

## Биография
Родился в 1762 году в Лондоне в многодетной семье художника Артура Дэвиса-старшего и его жены Элизабет Фолкнер. Он был младшим братом малоизвестного художника Томаса Энтони Дэвиса (1757–1810).
Как и его старший брат, Томас Энтони, Артур Уильям учился в Королевской академии художеств в Лондоне (с 1774 года), а после окончания обучения выставлял свои картины на выставках академии а также на выставках Свободного общества художников, президентом которого являлся его отец.
В 1783 года Артур Дэвис в качестве корабельного художника отправился в путешествие на пакетботе Британской Ост-Индской компании «Антилопа» под командованием капитана Генри Уилсона. В ходе путешествия он был ранен стрелой во время стычки с папуасами на островах Схаутена, а в дальнейшем выжил при кораблекрушении пакетбота на островах Пелью (Палау), и вернулся на родину через китайский Кантон и индийскую Бенгалию, где оставался длительное время.
Когда британские корабли вернулись после битвы при Трафальгаре, Дэвис, в то время снова живший в Лондоне, был среди людей, встречающих флагман HMS Victory, а затем присутствовала на борту корабля во время вскрытия тела Нельсона, проведенного доктором Битти, корабельным хирургом. Опираясь на выполненные в это время эскизы, Дэвис написал картину «Смерть Нельсона во время битвы при Трафальгаре», которая произвела на современников огромное впечатление. Дэвис также выполнил портрет доктора Битти, а также портрет Нельсона для леди Гамильтон. Хотя оригинал портрета был утрачен уже самой леди Гамильтон во время одного из её путешествий, с него было сделано множество копий и авторских повторений, одно из которых входит в коллекцию британского Национального морского музея в Гринвиче.
Артур Дэвис писал преимущественно портреты а также исторические сцены. Немалая часть портретов была создана в Бенгалии, где Дэвису позировали наиболее влиятельные представители британской администрации и члены их семей. Портреты работы Дэвиса отличаются высоким качеством исполнения, изяществом и проработанностью деталей. Парадные и камерные, семейные и детские портреты удавались художнику одинаково хорошо.
Тем не менее, Дэвис не был обеспеченным человеком, несмотря на успех отдельных своих работ. Он нередко жил на грани бедности а один раз был даже заключён в долговую тюрьму. В 1810 году он стал одним из наследников старшего брата, но неизвестно, насколько это смогло поправить его материальное положение.
Скончался в Лондоне в 1822 году.

## Галерея

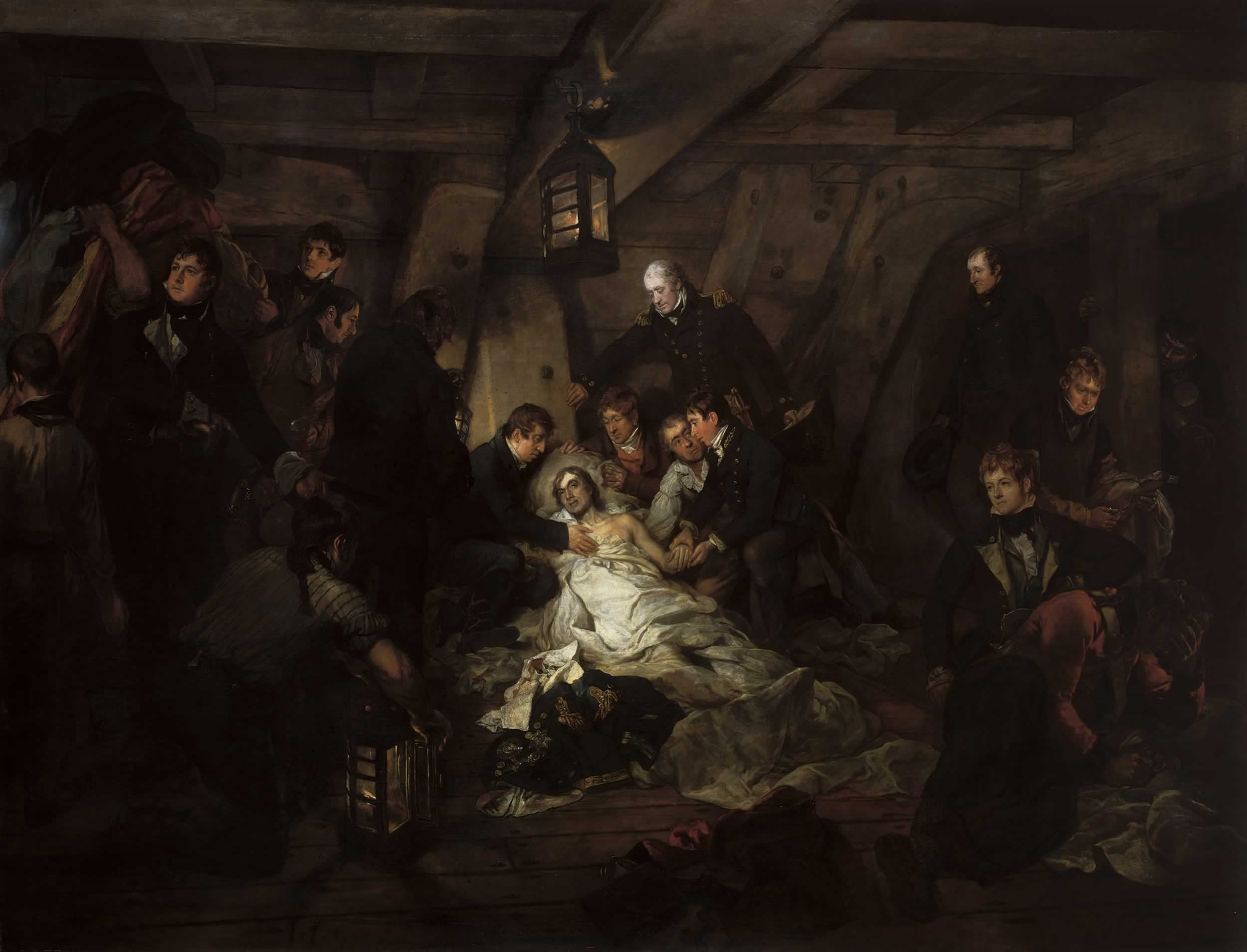
Смерть адмирала Нельсона
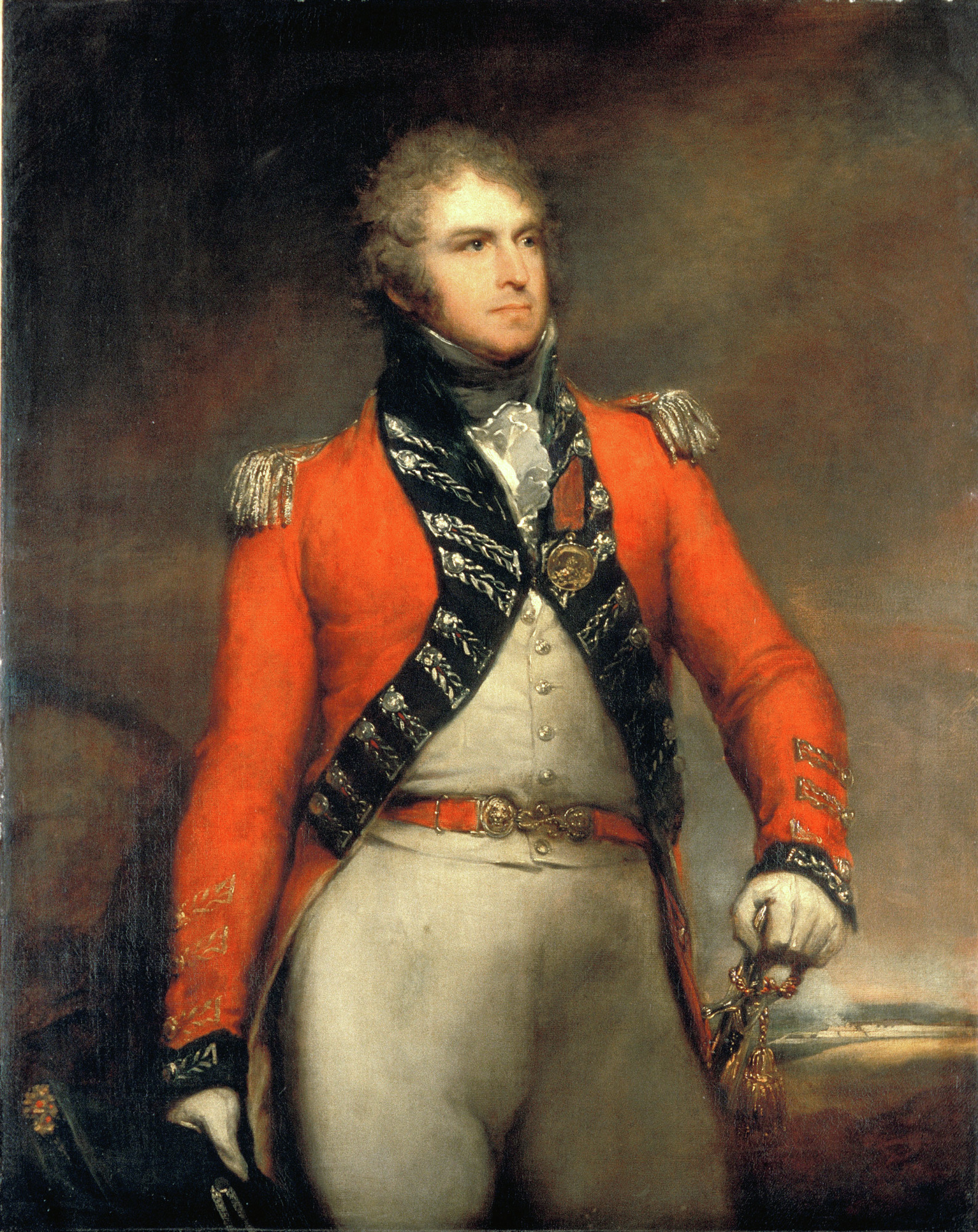
Сэр Александр Аллан
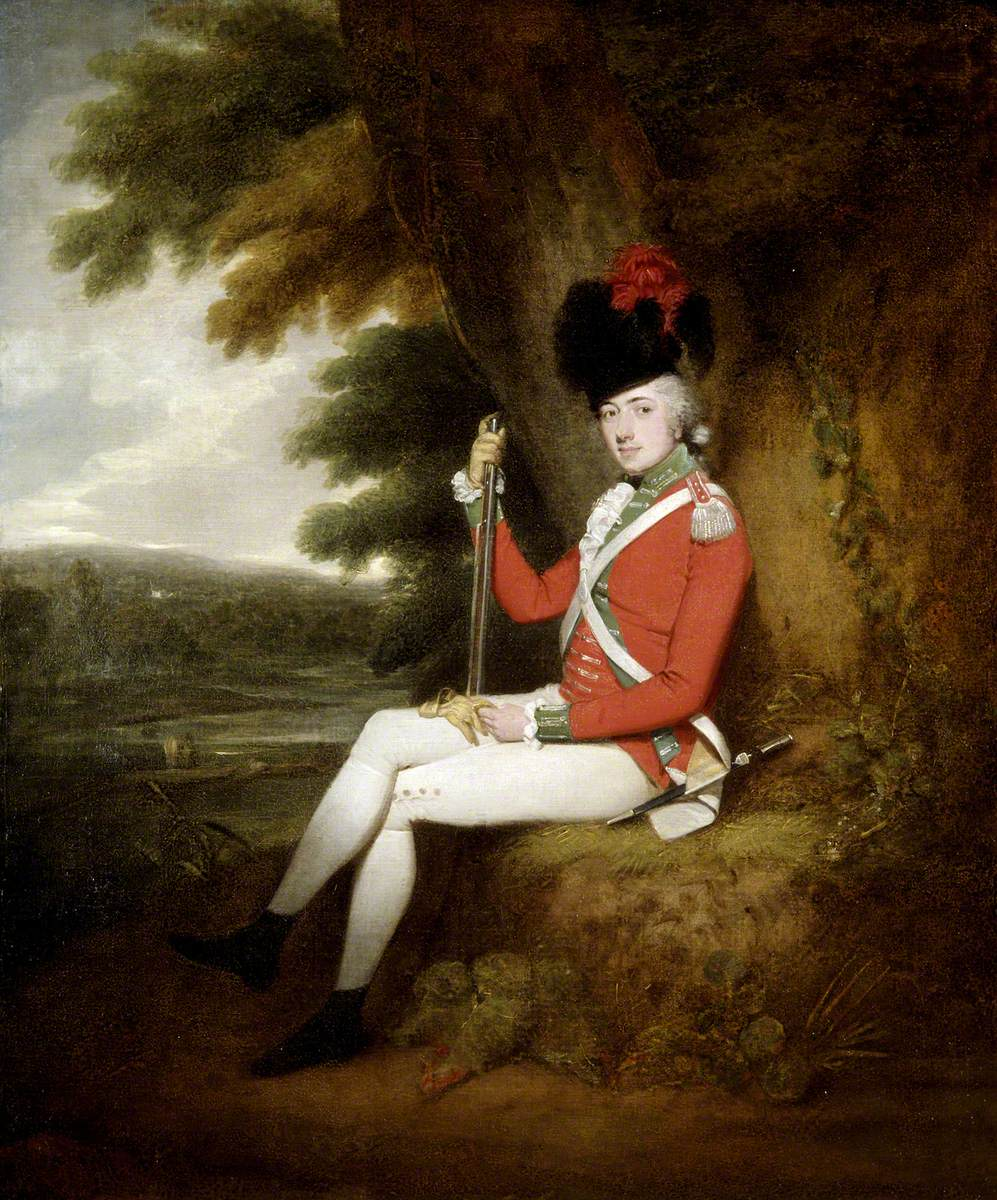
Армейский капитан сэр Эдвард Уильям Leyborne-Popham
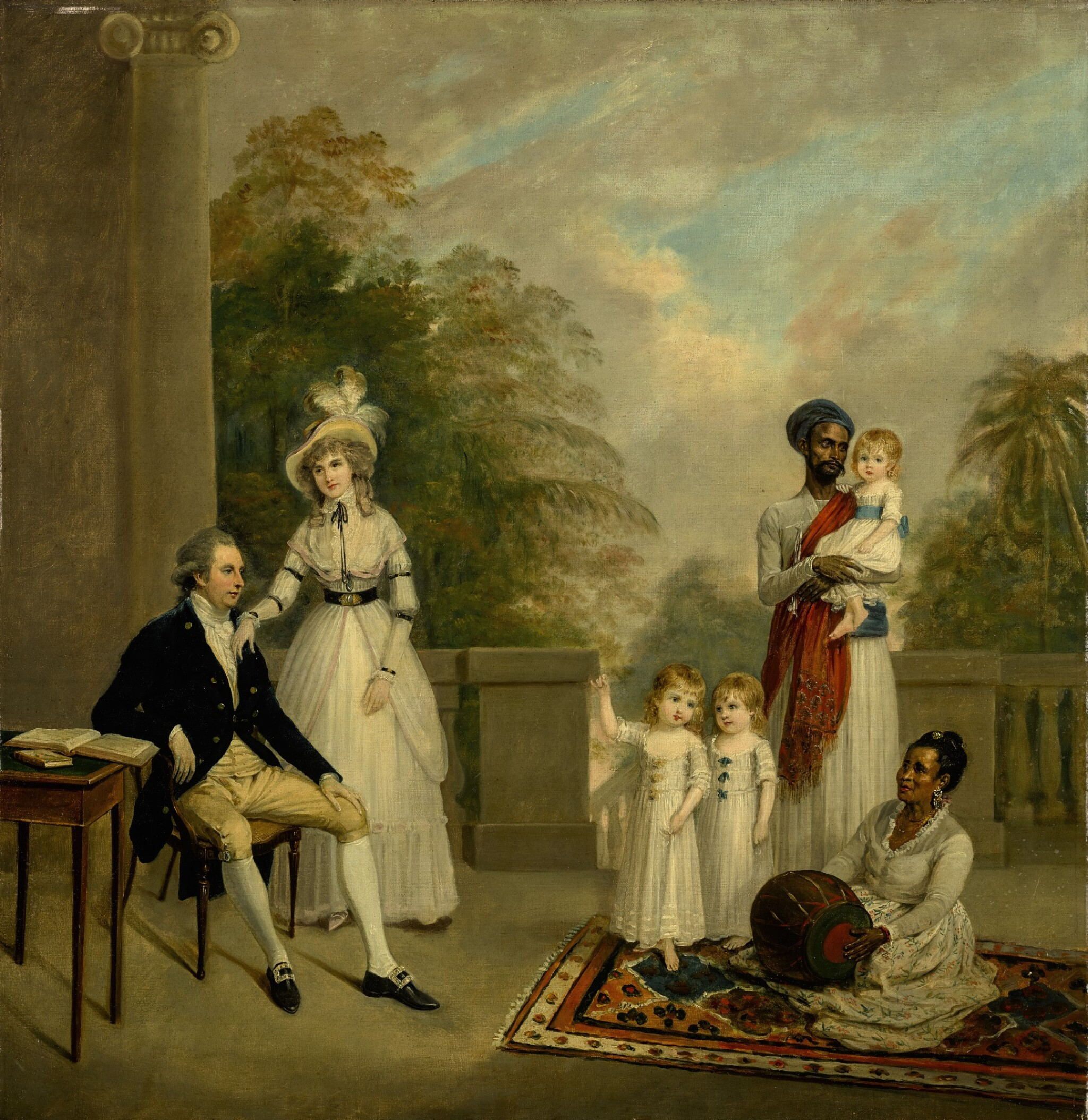
Джон Петри с женой Анной и детьми в Индии
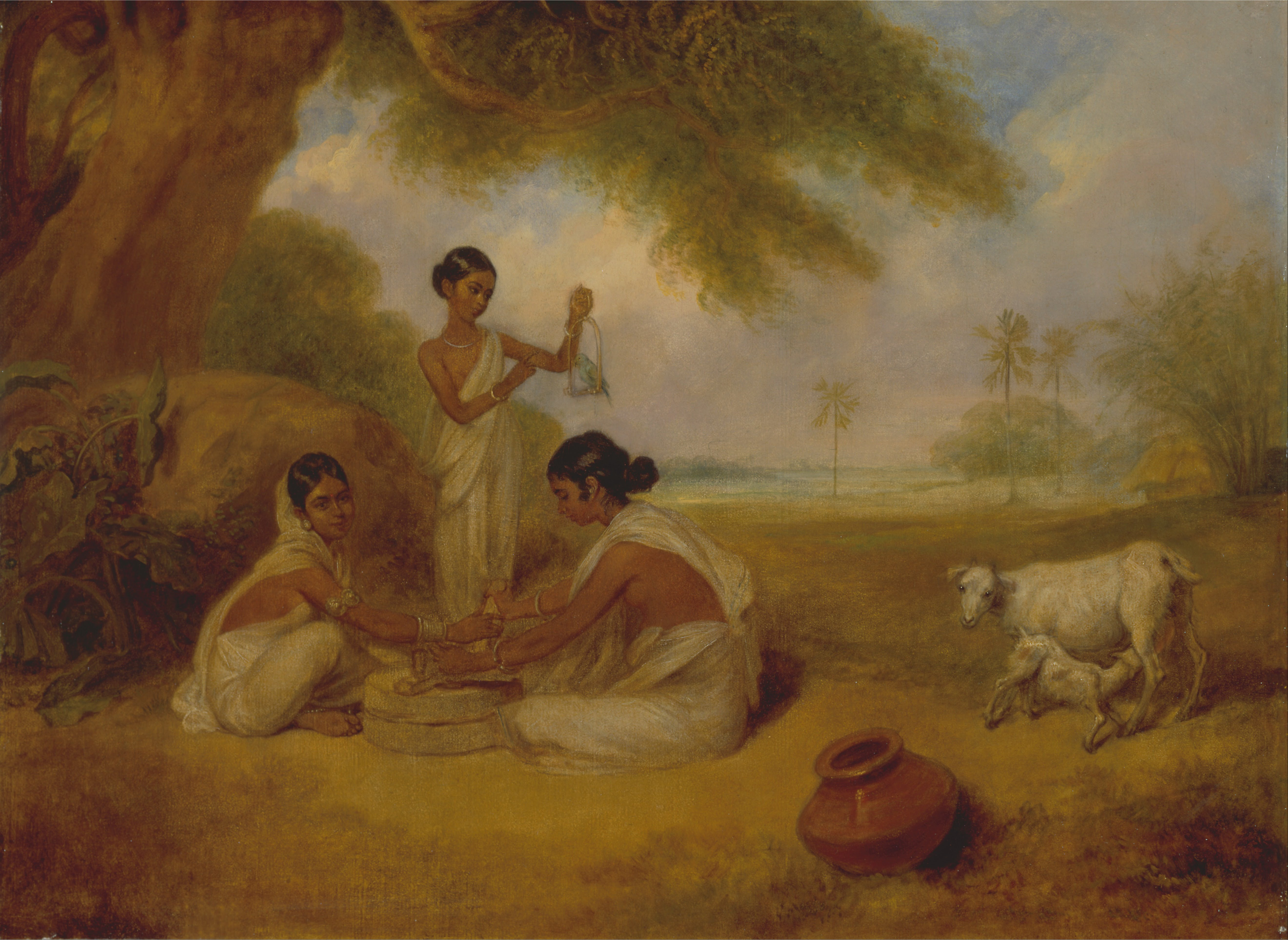
Индийские женщины
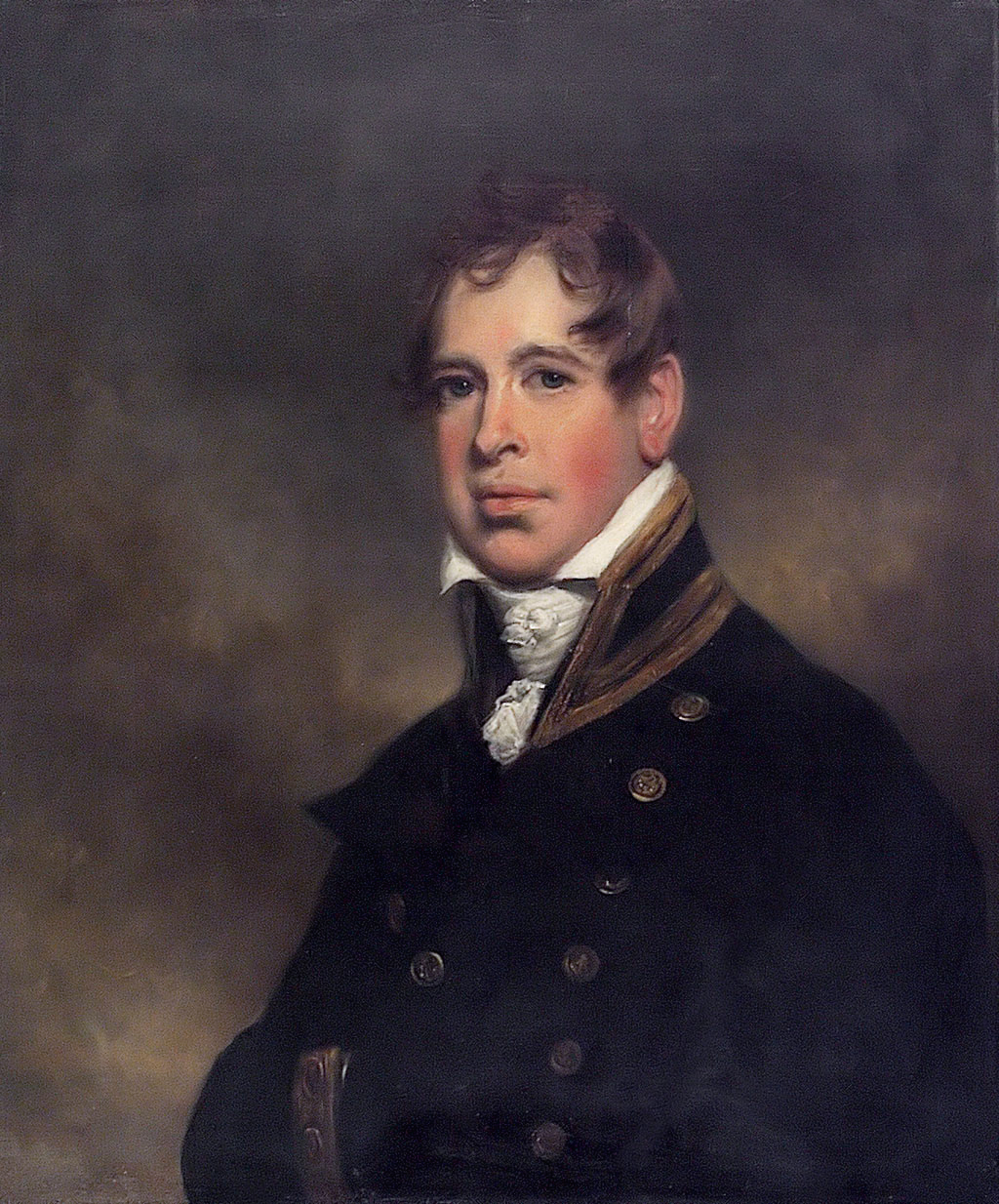
Хирург сэр Уильям Битти.
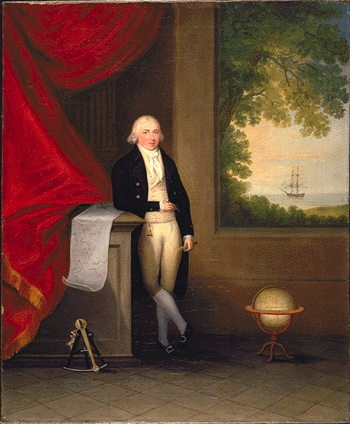
Капитан пакетбота «Антилопа» Генри Уилсон, ок. 1782
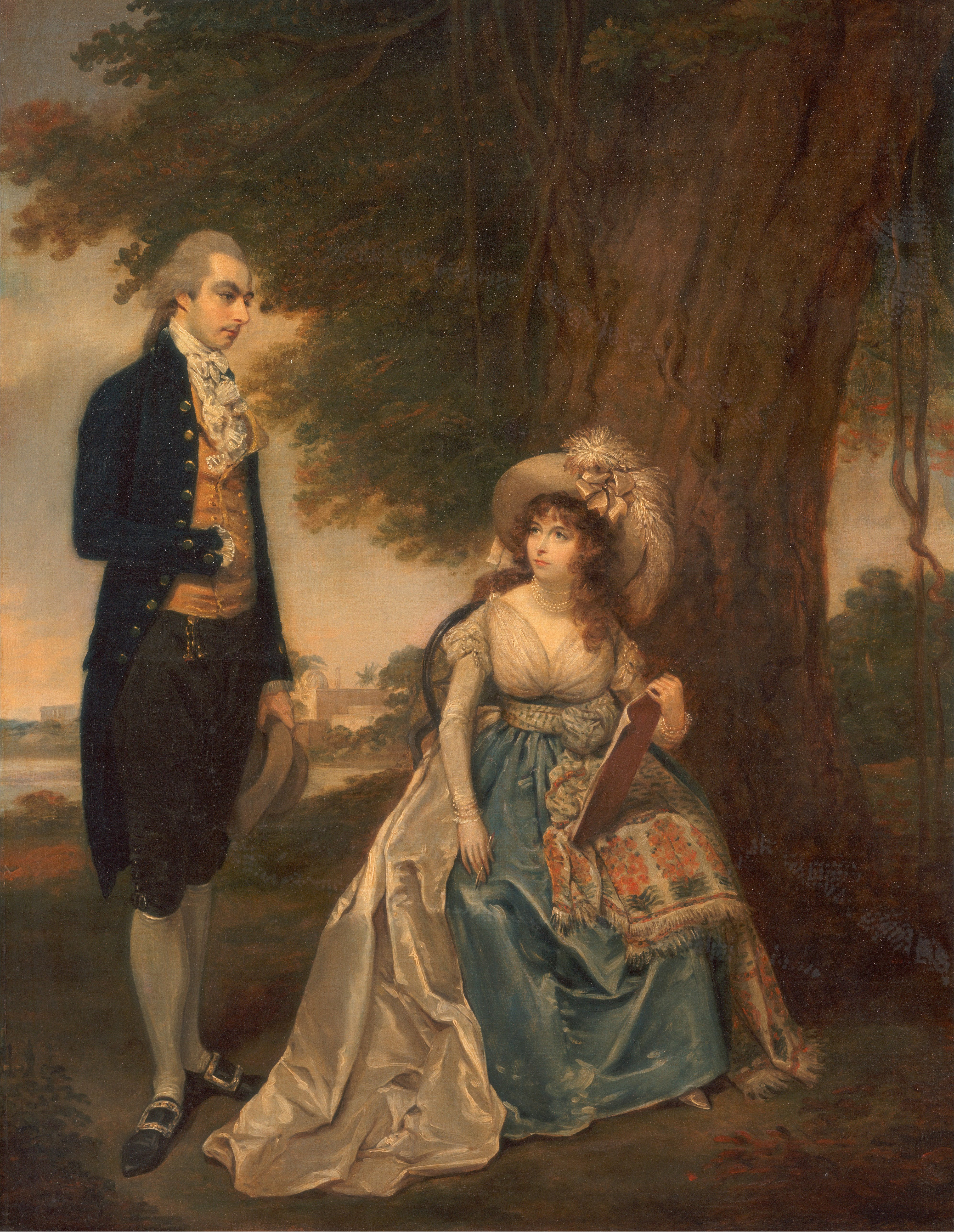
Мистер и миссис Фрейзер, ок. 1785–90
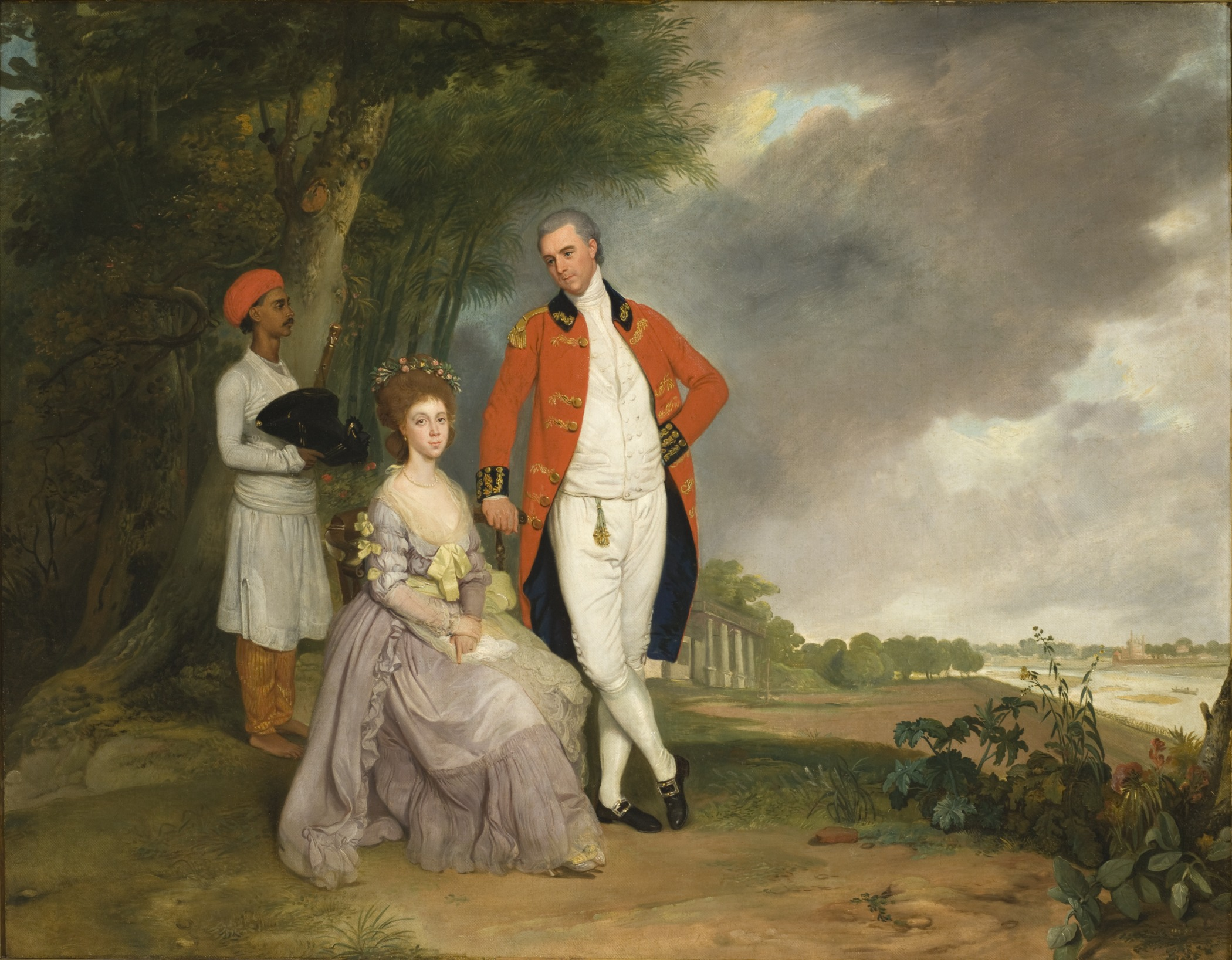
Достопочтенный Уильям Монсон с супругой, ок. 1786
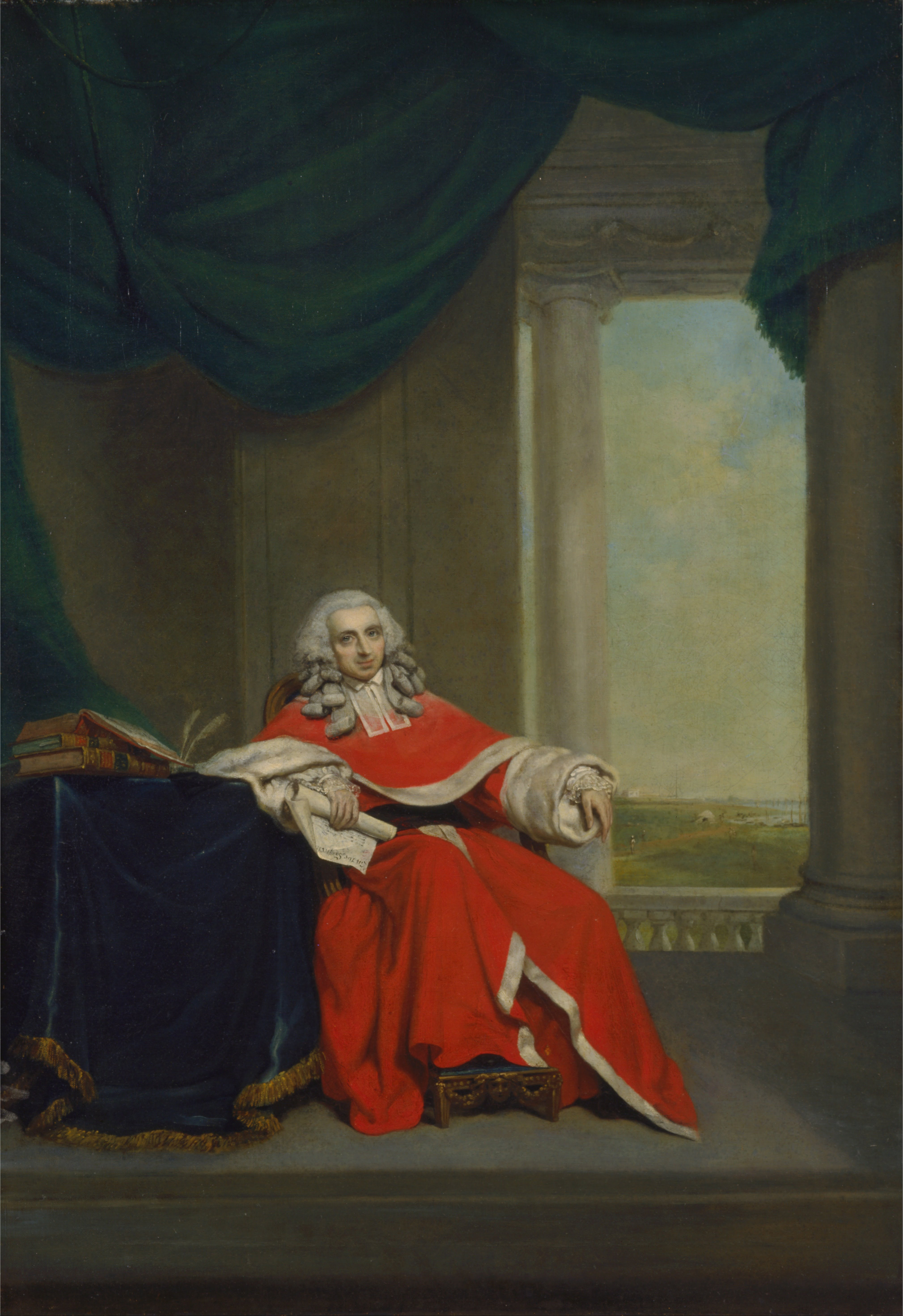
Сэр Роберт Чэмберс, ок. 1789
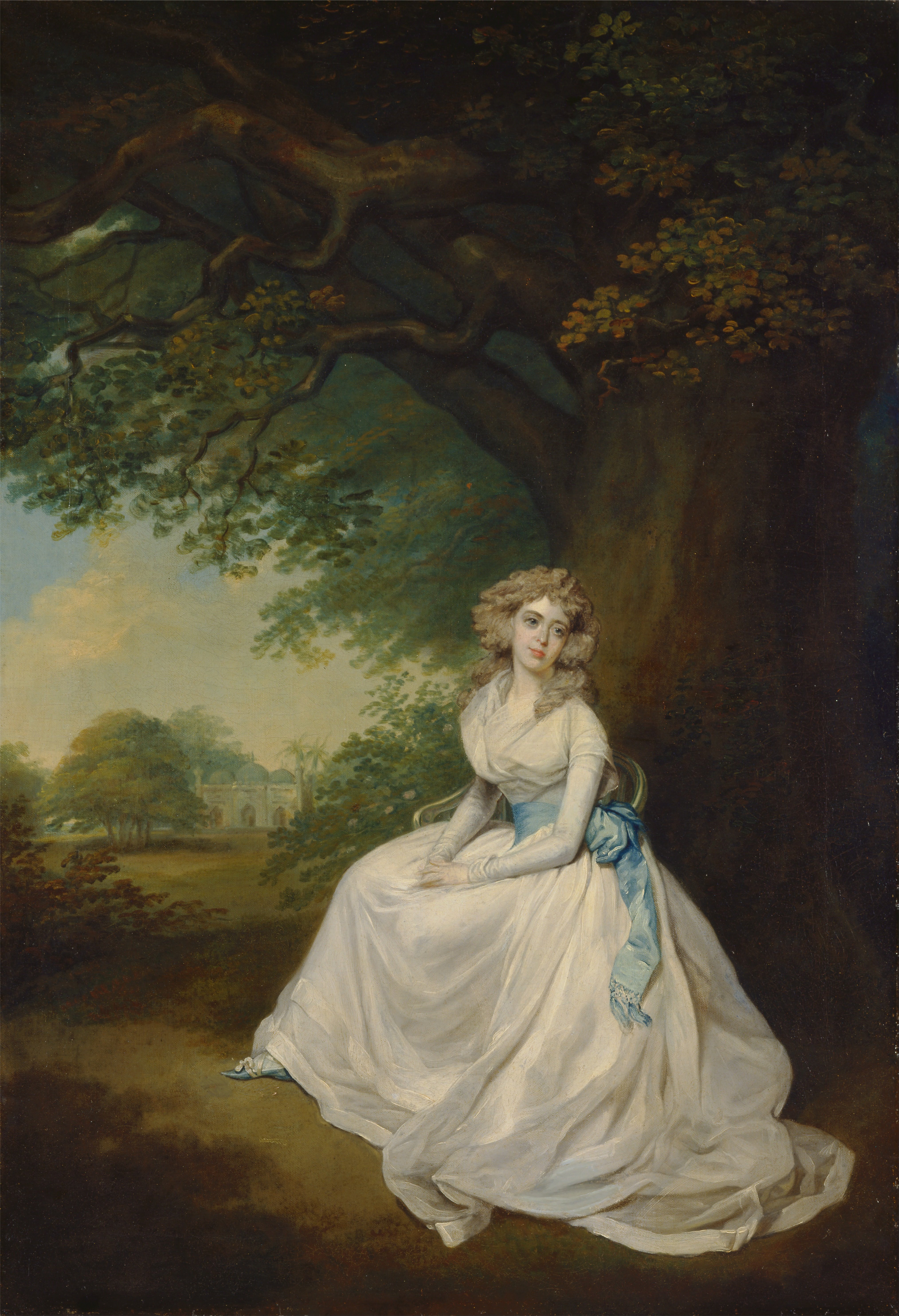
Леди Чэмберс
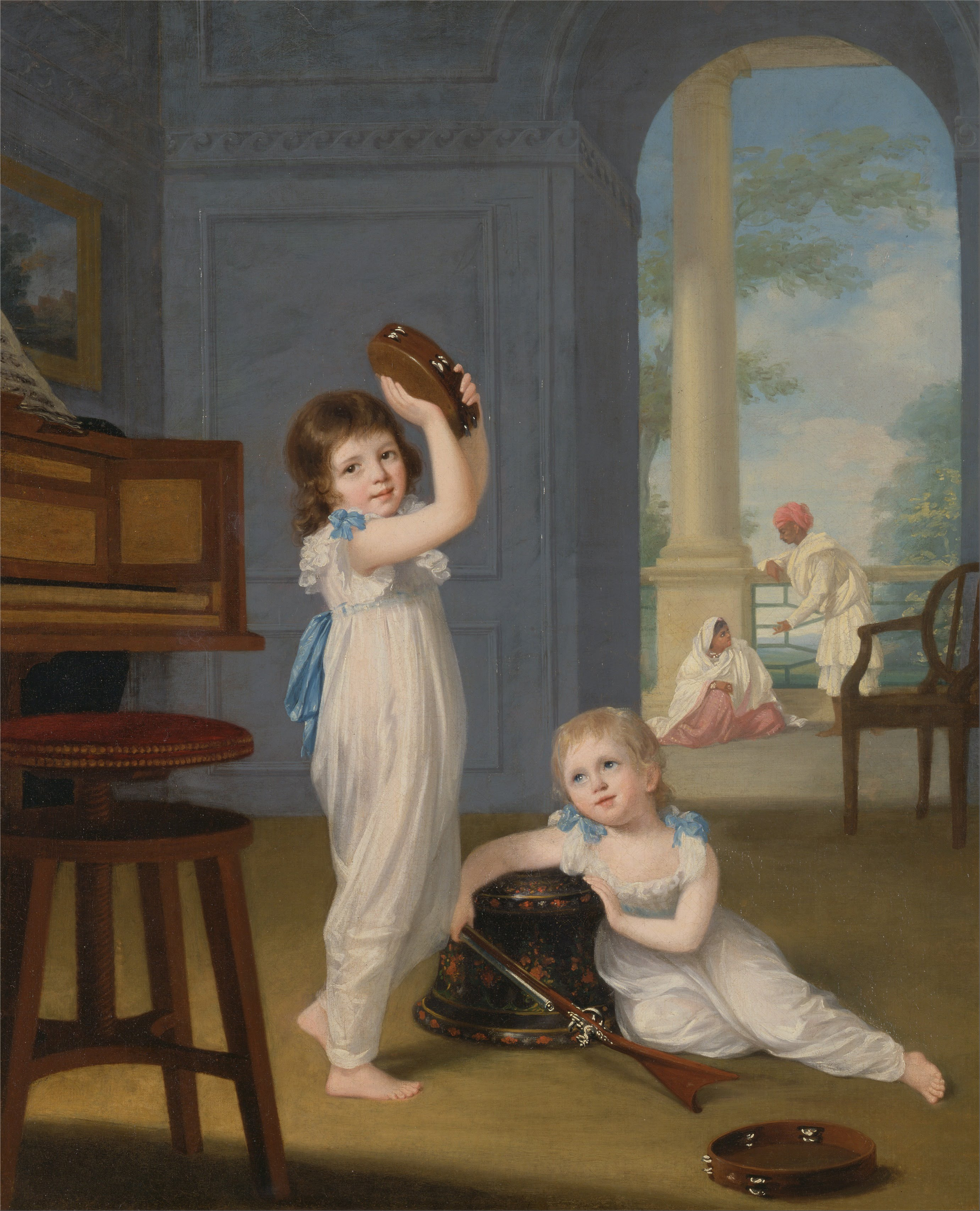
Мистер и миссис Мейсон (ок. 1794–95)
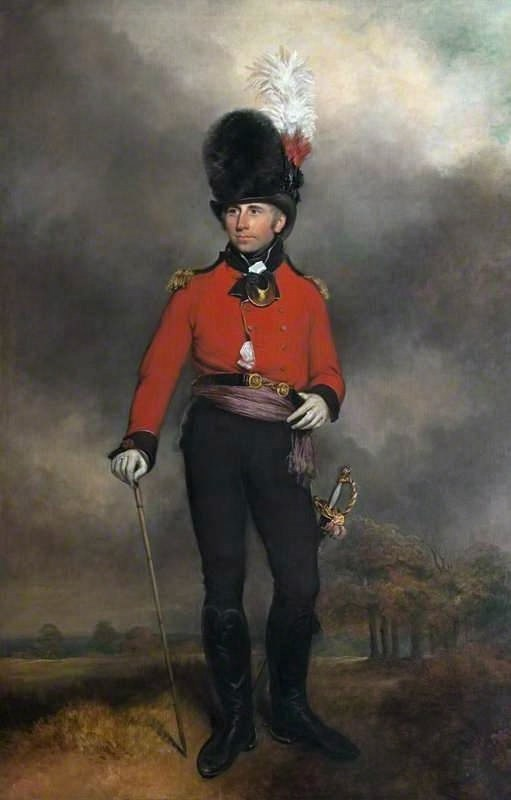
Уильям Амхёрст, 1-й граф Амхёрст (1803)
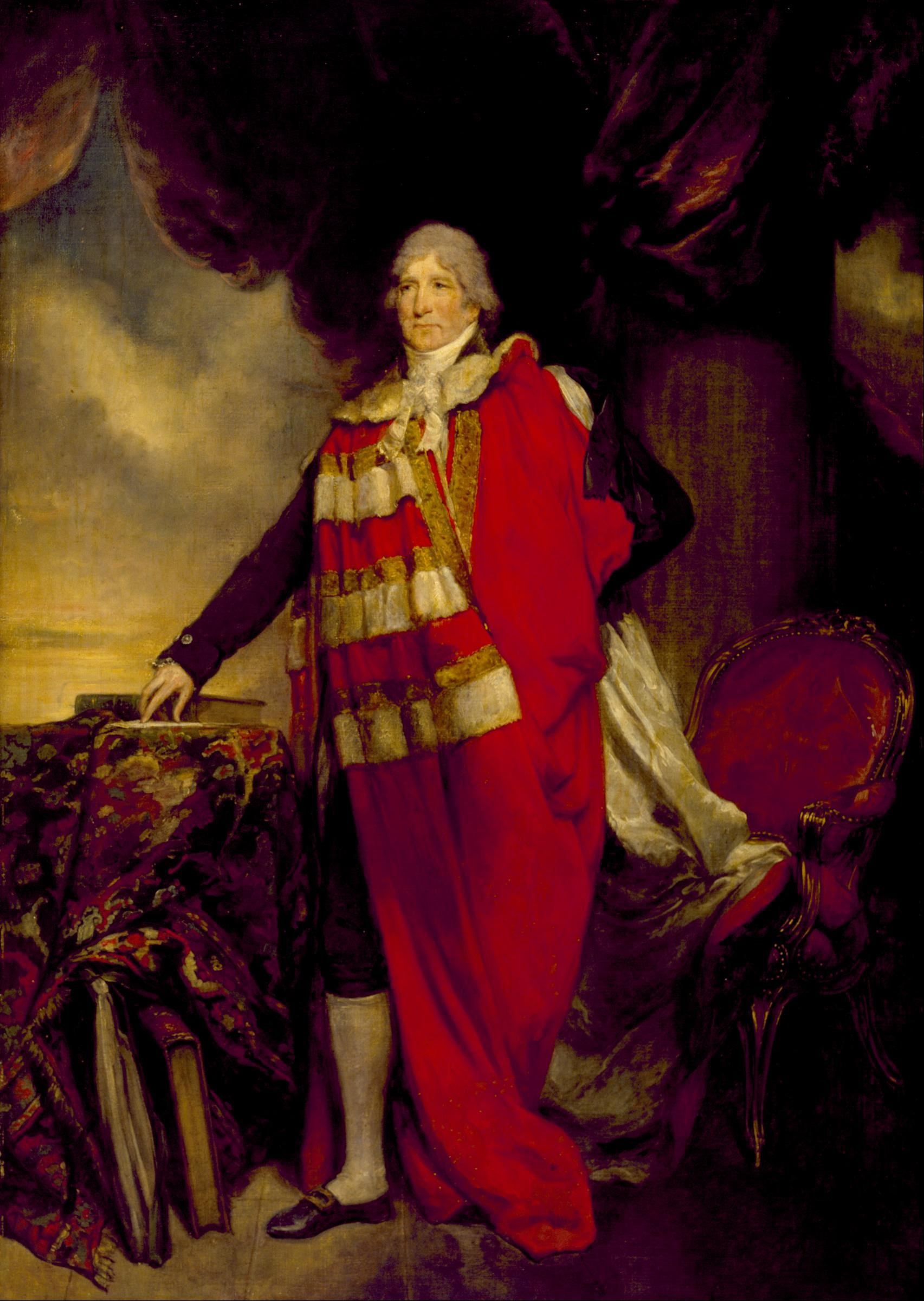
Джеймс Дафф, 2-й граф Файф (1805)
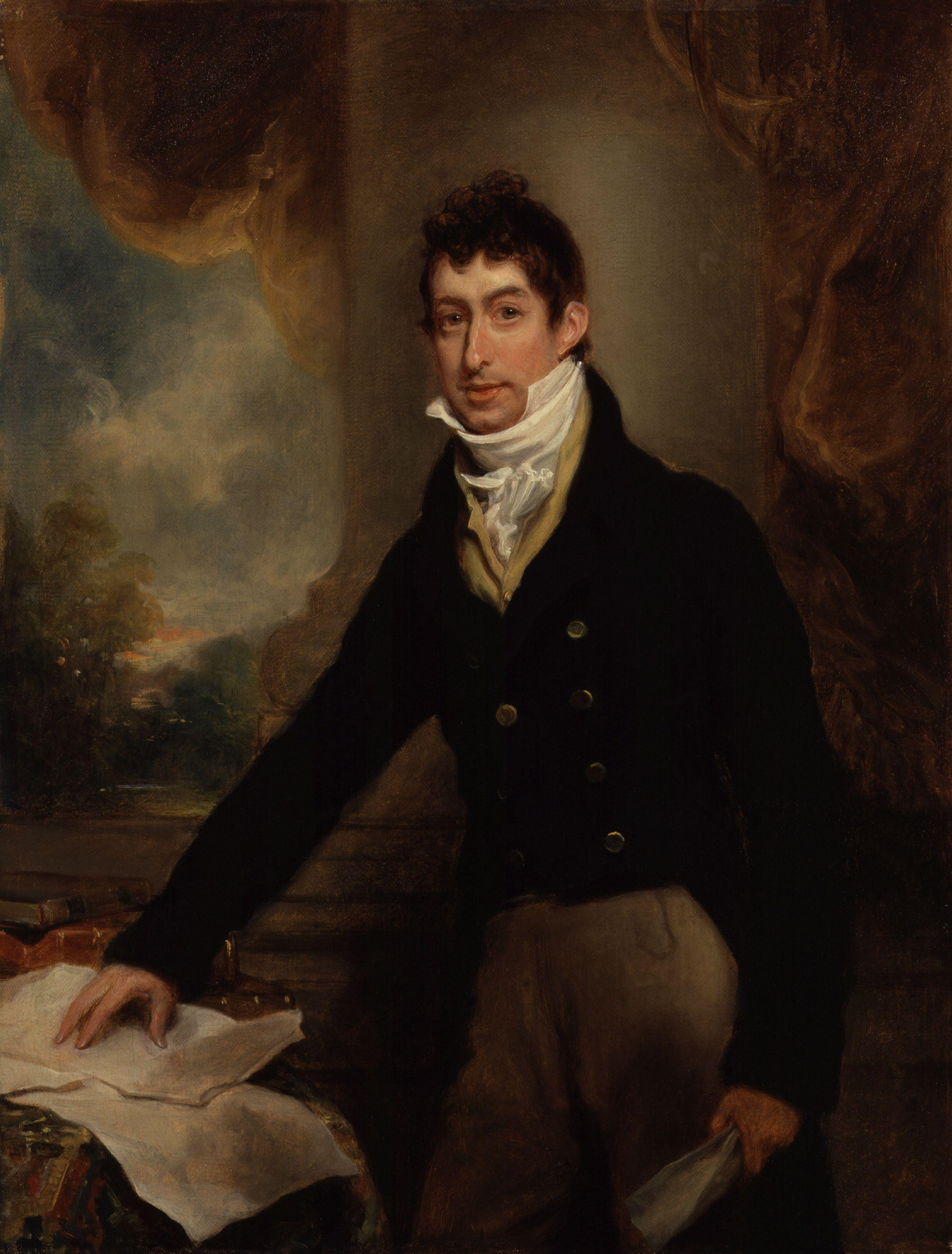
Ллойд Уордл (1809)
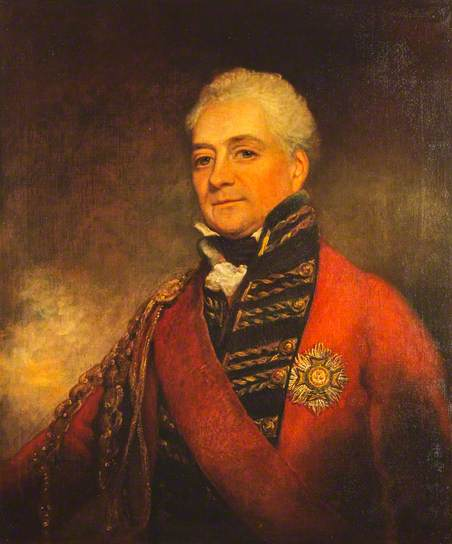
Генерал-майор сэр Дэвид Ochterlony (1816)
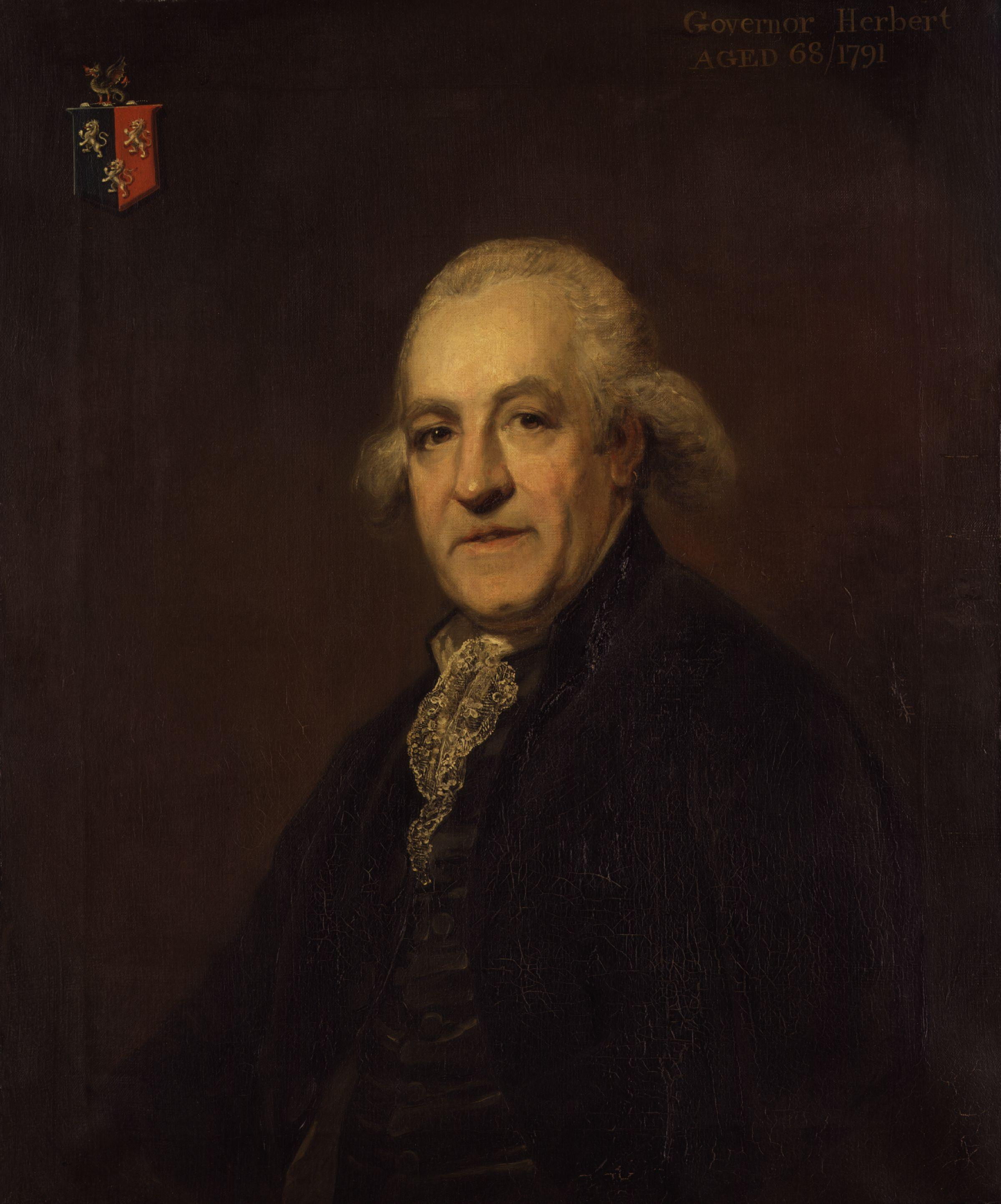
Джон Герберт
Мартин Таппер
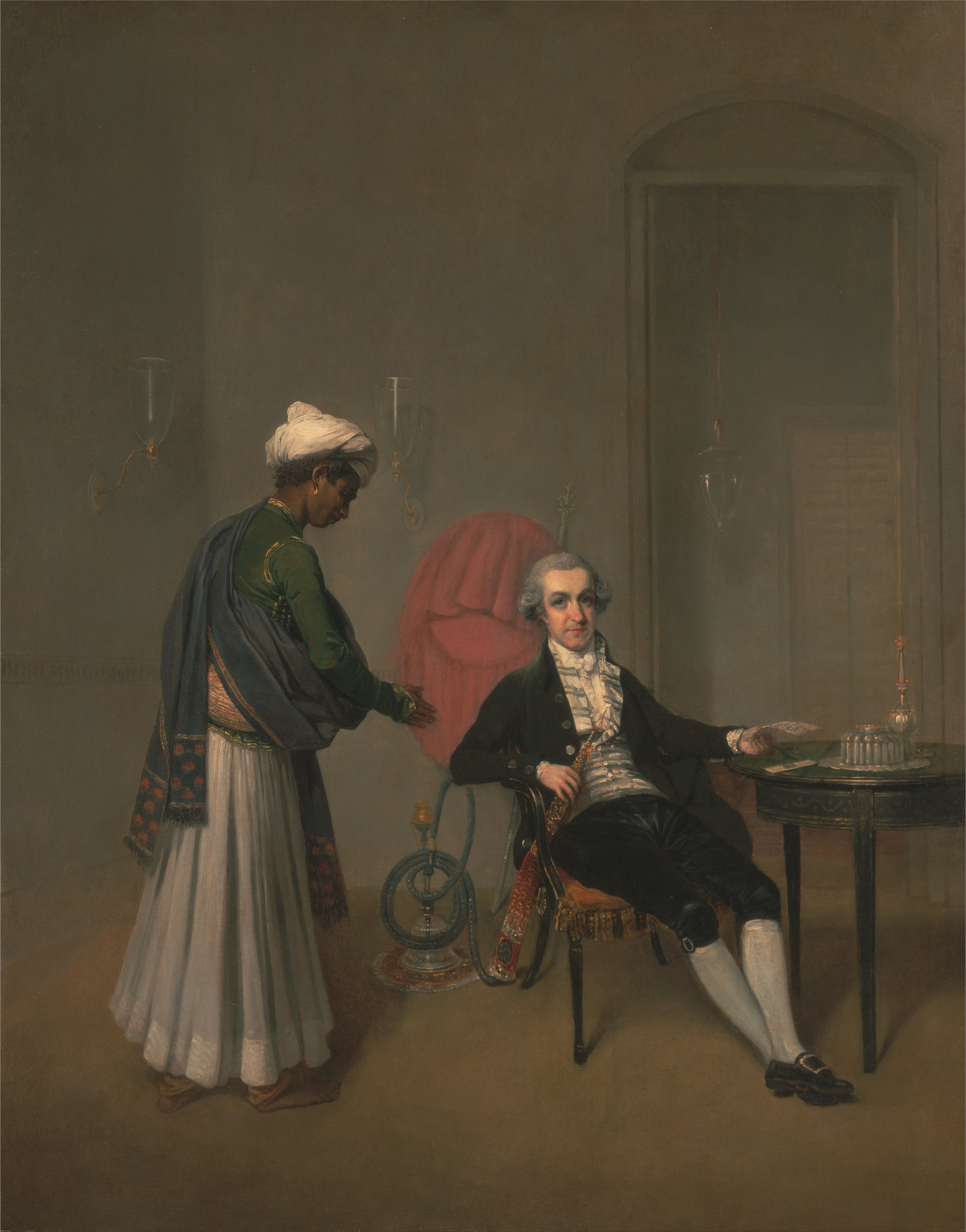
Неизвестный британский джентльмен в Индии, предположительно Уильям Хикли.
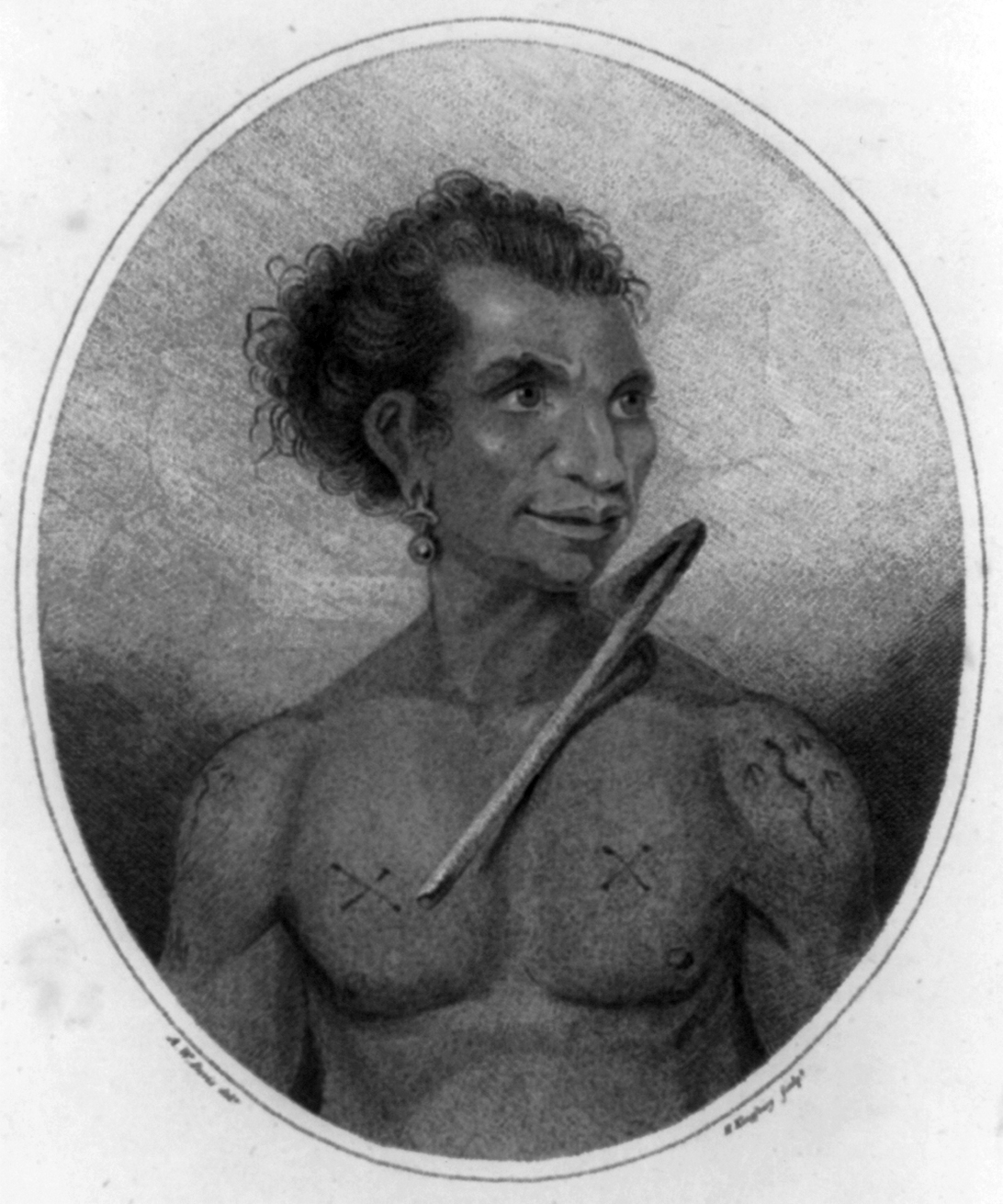
Вождь островов Палау.